# لوح تجارب
لوح التجارب (بالإنجليزية: Breadboard)‏ هو لوح مسطح يستخدم كقاعدة لتوصيل المكونات الإلكترونية لبناء الدوائر الالكترونية. ووضع النماذج الأولية من الأجهزة الإلكترونية. وهو قابل لإعادة الاستخدام؛ فلا يحتاج إلى لحام، وهذا يسهل صنع النماذج المؤقتة وتجارب تصميم الدوائر.

## وصفها
(كما بالرسم) تتكون اللوحة من مسطح من مادة غير موصلة غالبا البلاستيك وتحتوى على صفوف افقية من الفتحات متصلين افقيا يسمحوا بادخال المكونات الالكترونية بها. وعلى الجانيبن هناك عدد اخر من الفتحات لكن متصلين رأسيا بغرض استخدامهم لمداد الدائرة بالطاقة بسهولة.وفي منتصف اللوحة يوجد شق بعرض معين للسماح بتركيب الدوائر المتكاملة كما يقسم اللوحة لقسمين متشابهين.

لوحة التجارب فارغة عليها علامات التوصيل

## معرض صور

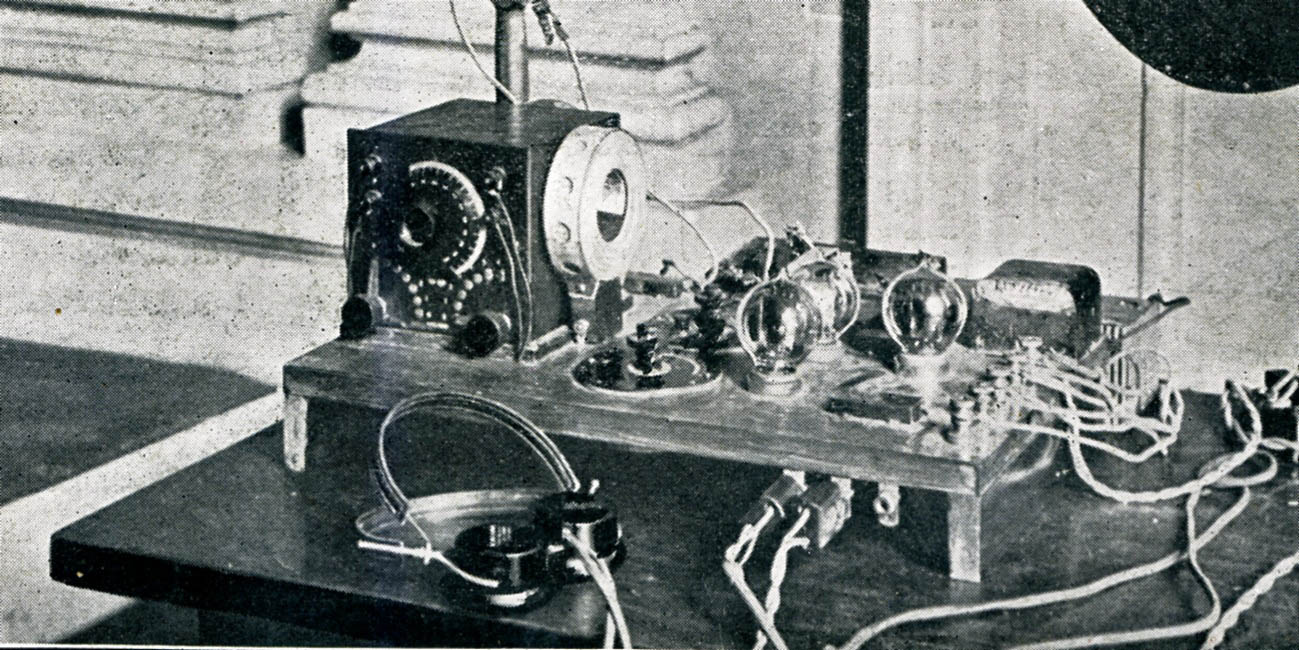
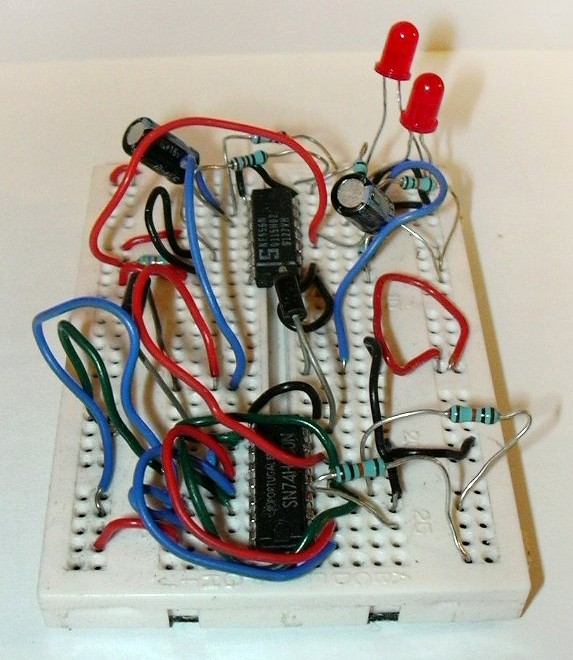
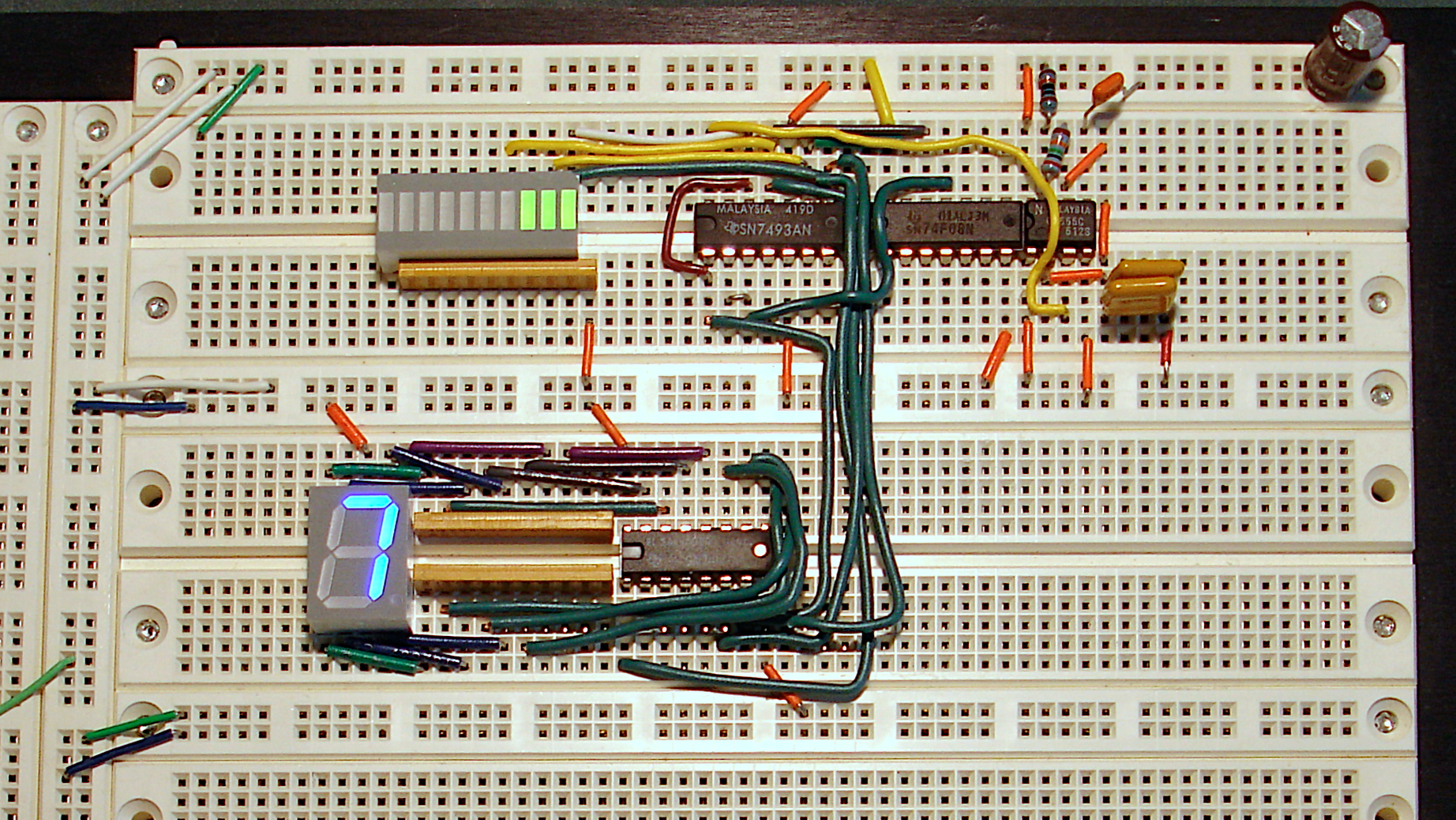
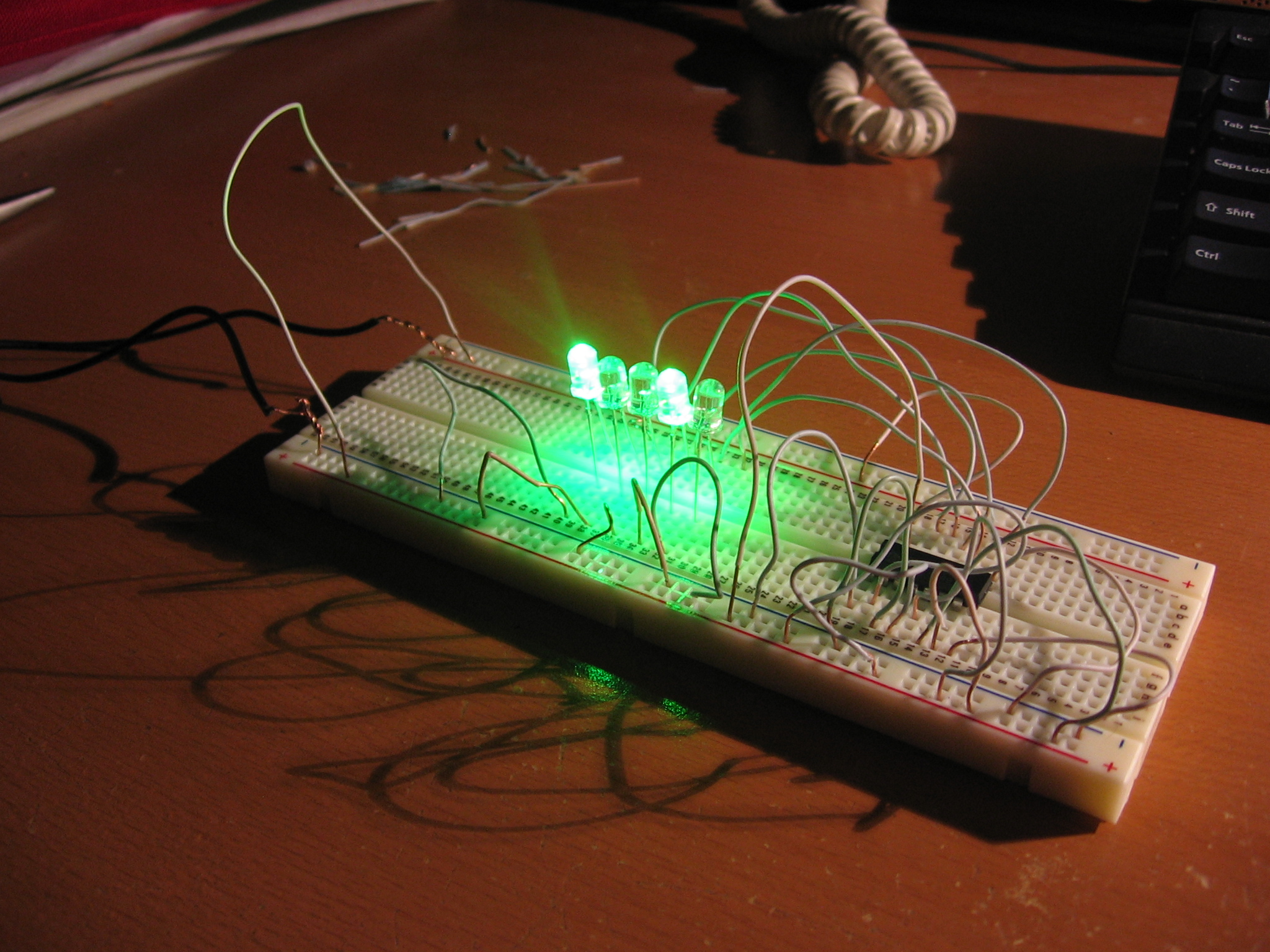